# Штальванг
Штальванг (нім. Stallwang) — громада в Німеччині, розташована в землі Баварія. Підпорядковується адміністративному округу Нижня Баварія. Входить до складу району Штраубінг-Боген. Центр об'єднання громад Штальванг.
Площа — 20,59 км2. Населення становить 1387 ос. (станом на 31 грудня 2020).

## Галерея

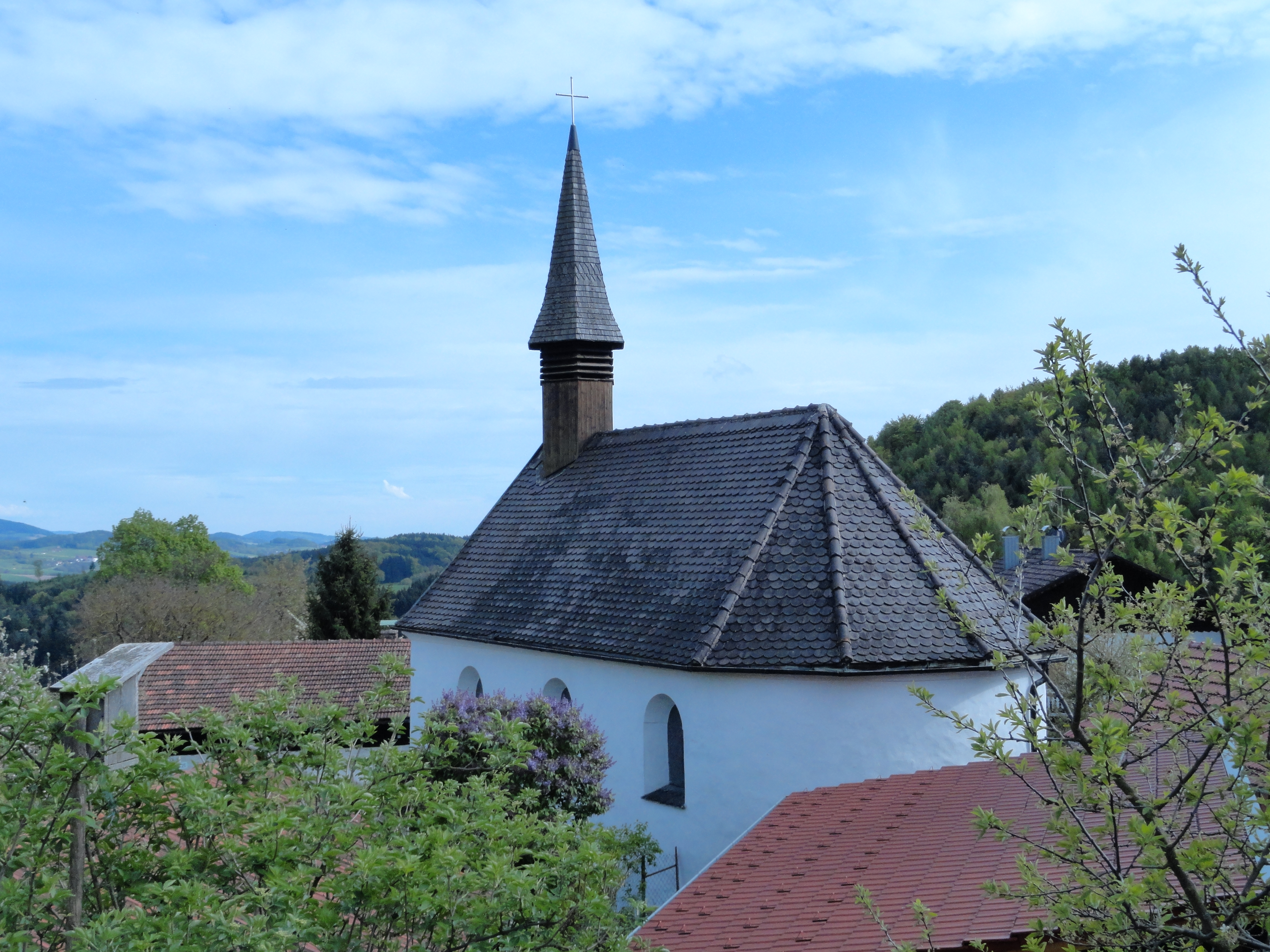